# Arenal del Sur

Localização do município de Arenal del Sur no departamento de Bolívar

Arenal del Sur é um município do departamento de Bolívar, na Colômbia.